# برونو مولر (قایقران روئینگ)
برونو مولر (آلمانی: Bruno Müller; ۱۱ اکتبر ۱۹۰۲ – ۸ ژوئن ۱۹۷۵) قایقران روئینگ اهل آلمان بود.
از افتخارات وی میتوان به کسب مدال طلا در قایقرانی روئینگ دو نفره تک پارو در بازی‌های المپیک تابستانی ۱۹۲۸ اشاره کرد.